# Crișana
Crișana er et historisk område i Rumænien.
Navnet stammer fra floden Criș og dens bifloder, der strømmer igennem området.